# Léon Cahun
Pour les articles homonymes, voir Cahun.

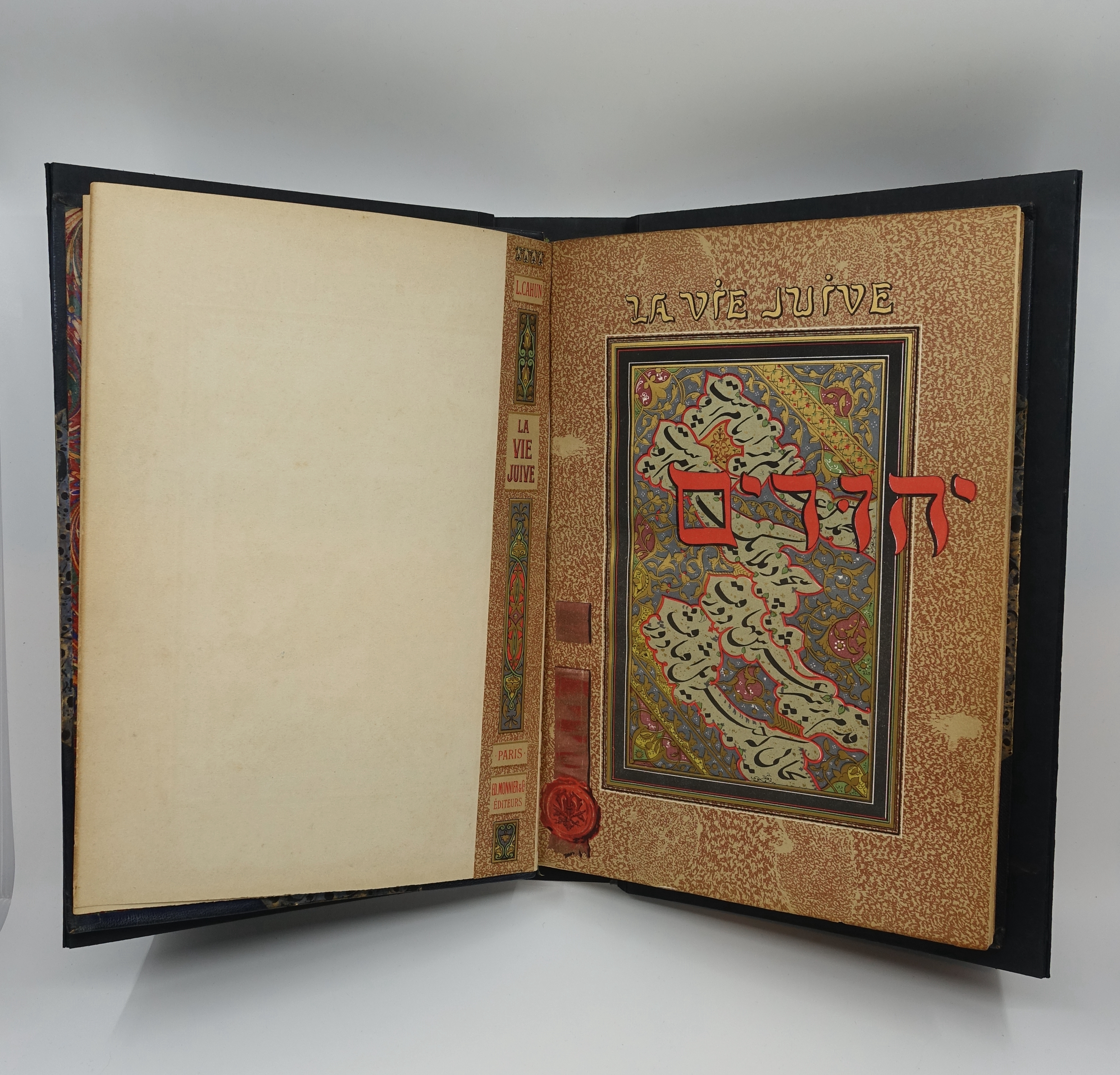
La vie juive, édition de 1886, dans la collection du musée juif de Suisse.

Léon Cahun, né le 23 juin 1841 à Haguenau (Bas-Rhin) et mort le 30 mars 1900 à Paris, est un écrivain, journaliste, orientaliste et érudit français, auteur de romans d'aventures.
Il est également lié à la famille Schwob et est notamment l'oncle de l'écrivain Marcel Schwob.

## Biographie
Issue d'une famille de lettrés juifs, Léon Cahun est d'abord un journaliste qui collabore à La Démocratie pacifique et au Corsaire, ainsi qu'à La Liberté, aux côtés d'Émile de Girardin. Il met fin à sa collaboration à ce dernier journal lorsque son propriétaire commence à soutenir la politique du Second Empire, Léon Cahun étant républicain, et se définissant lui-même comme socialiste.
Après un bref passage dans l'armée lors de la Guerre franco-prussienne de 1870, Léon Cahun devient un temps explorateur, et passe trois ans en Syrie, avant d'être rappelé en France pour devenir conservateur-adjoint à la Bibliothèque Mazarine ; il est aussi enseignant à la Sorbonne, où il crée un cours d'histoire de l'Asie Mineure.
Il utilise aussi ses connaissances historiques et géographiques pour écrire des romans d'aventures, qui connaissent un certain succès : cinq rééditions pour Les Aventures du Capitaine Magon, six pour La Bannière bleue.

## Léon Cahun et la famille Schwob
La sœur de Léon Cahun, Mathilde, est l'épouse, depuis 1858, de George Schwob, un intellectuel surtout connu comme père de Marcel Schwob, mais aussi comme membre de la communauté française d'Égypte de 1859 à 1867 et comme propriétaire et directeur, à partir de 1876, du journal républicain de Nantes Le Phare de la Loire. Léon Cahun collabore à ce journal, surtout dans le domaine de la politique étrangère ; il soutient la politique d'expansion coloniale menée par Jules Ferry dans les années 1880.
À partir de 1881, Léon Cahun accueille dans son appartement, situé dans l'enceinte même de l'Institut de France, son neveu Marcel Schwob, venu à Paris comme élève du lycée Louis-le-Grand. Marcel Schwob a évoqué plus tard la dette qu'il avait contractée envers l'homme qui avait été, plus que tout autre, à l'origine de son amour pour les cultures antique, médiévale et anglaise.
Léon Cahun est également le grand-oncle de la photographe surréaliste Lucy Schwob, fille de Maurice, le frère aîné de Marcel. C'est en son honneur qu'elle choisit vers 1915 le pseudonyme de Claude Cahun sous lequel elle s'est fait connaître.

## Œuvres
Romans
- Les Aventures du capitaine Magon, ou Une exploration phénicienne mille ans avant l'ère chrétienne (1875)
- La Bannière bleue. Aventures d'un musulman, d'un chrétien et d'un païen à l'époque des croisades et de la conquête mongole, (1877)
- Les Pilotes d'Ango (1878)
- Les Mercenaires (1878)
- Les Rois de mer (1890)
- Hassan le janissaire, 1516 (1891)
- La Tueuse, 1241 (1893)

Varia
- Excursions sur les bords de l'Euphrate (1885)
- La Vie juive (1886)[6]
- Introduction à l'histoire de l'Asie : Turcs et Mongols des origines à 1405 (1896)